# Perdona nuestros pecados (telenovela chilena)
Perdona nuestros pecados fue una telenovela chilena creada por Pablo Illanes y transmitida por Mega desde el 6 de marzo de 2017 hasta el 22 de agosto de 2018. Fue protagonizada por Álvaro Rudolphy, Mario Horton y Mariana di Girolamo, acompañados de un reparto coral. 
La primera temporada se estrenó el 6 de marzo de 2017 en horario nocturno. En noviembre de ese año se anunció que la telenovela había sido renovada para tener una segunda temporada, la cual se estrenó el 16 de abril de 2018. Finalizó el 22 de agosto de 2018 como la segunda telenovela más larga de la televisión chilena y del canal, después de Verdades ocultas.

## Argumento
La llegada del Padre Reynaldo Suárez (Mario Horton), el nuevo párroco de Villa Ruiseñor, generará más de un dolor de cabeza a Armando Quiroga (Álvaro Rudolphy), el hombre más rico y poderoso de la región del Maule, mientras en silencio las mujeres del pueblo comienzan a murmurar sobre los encantos y magnetismo del cura. Reynaldo llega a buscar venganza contra Quiroga por el supuesto suicidio de su hermana menor casi 20 años atrás, apoyado por su madre, la abortera del pueblo, Lidia (Carmen Disa Gutiérrez).
Por otro lado, está María Elsa (Mariana di Girolamo) la debilidad de Armando. Una niña ejemplar para los ojos del pueblo, pero que, al comenzar un romance con Camilo Corcuera (Etienne Bobenrieth), un joven de clase baja e hijo de Silvia Corcuera (Francisca Gavilán) una empleada doméstica, desafía una de las reglas más importantes del lugar: la separación entre las clases sociales de la época.
Armando, acostumbrado a tener el control, mantiene desde hace veinticinco años un matrimonio tranquilo y en apariencia perfecto: Estela Undurraga (Patricia Rivadeneira), su mujer, es una aristócrata que posee una gran belleza y con la que tiene cinco hijos, aparte de María Elsa: la frígida Isabel (Alejandra Araya) y la tierna Sofía (Catalina Benítez), a quienes adora por sobre todas las cosas; lo mismo que a Martín (Alonso Quintero) y Domingo (Andrés Commentz), los hombres. Es María Elsa el único ser humano capaz de doblegarlo.
Lo que no sabe María Elsa y los demás pobladores es que, tras esa mirada impoluta y misericordiosa, se esconden los deseos de venganza que han movilizado toda la vida a Reynaldo. Hace unos años, Lidia (Carmen Disa Gutiérrez), su madre y Teresita, su respectiva hermana fallecida, decidieron ir en busca de nuevos horizontes estableciéndose en Villa Ruiseñor. Sin embargo, en este lugar que prometía una nueva vida para ellas, se encontraron con una tragedia fatal. La joven decide quitarse la vida luego de ser ultrajada. El horror de la injusticia y el abuso marcan así a esta madre e hijo que se han jurado venganza.
En este pueblo también habitan los Montero Bulnes. Esta aristocrática familia es parte de las amistades de Armando, aunque traspasando algunas líneas: Ángela Bulnes (Paola Volpato) es su amante hace años. Esta mujer se casó con Lamberto Montero (Andrés Velasco) sin amor, fruto de un arreglo entre su suegro y su padre. Pero ella nunca se quejó y aceptó en silencio porque a cambio consiguió una familia. Son sus hijos quienes despiertan en ella el amor y lealtad: Gerardo (Nicolás Oyarzún), el médico de Villa Ruiseñor, y Augusta (Fernanda Ramírez), una clasista y déspota estudiante. En la casa de los Montero también vive Silvia siendo empleada doméstica de los Montero, para sacar adelante a sus dos hijos, Camilo y Antonieta (Constanza Araya).
Los Möller son otro de los clanes que forma parte de Villa Ruiseñor. Esta familia es encabezada por Ernesto (César Caillet), el empresario hotelero más importante de la zona. Leonor, su mujer, quien murió hace diez años a causa de una larga enfermedad, abandonándolo con tres hijos: El sofisticado Horacio (Gabriel Cañas), el encantador Carlos (José Antonio Raffo) y la inocente María Mercedes (Soledad Cruz). Horacio contrajo matrimonio con María Elsa gracias a un acuerdo entre ambas familias. Ernesto también es uno de los rivales de Armando, pues a pesar del tiempo que ha pasado no pierde las esperanzas de conquistar algún día a Estela, arrebatársela a Quiroga y así revivir un romance que tuvo con ella cuando eran adolescentes.
En el poblado sureño además destaca el exclusivo colegio de señoritas de Villa Ruiseñor, establecimiento dirigido por la amargada, estricta y solitaria Guillermina Márquez (Ximena Rivas), y los flamantes Almacenes Quiroga. Parte del personal que trabaja en este lugar de propiedad de Armando Quiroga, son Ingrid (Romina Norambuena) y Renzo (Félix Villar), fiel lamebotas de Quiroga.

## Elenco
| Actor                                        | Personaje                       | Temporada |
| -------------------------------------------- | ------------------------------- | --------- |
| Álvaro Rudolphy                              | Armando Quiroga                 | T1-T2     |
| Paola Volpato                                | Ángela Búlnes                   | T1-T2     |
| Mario Horton                                 | Reynaldo Suárez                 | T1-T2     |
| Mariana di Girolamo                          | María Elsa Quiroga              | T1-T2     |
| Patricia Rivadeneira                         | Estela Undurraga                | T1-T2     |
| César Caillet                                | Ernesto Möller                  | T1-T2     |
| Francisca Gavilán                            | Silvia Corcuera                 | T1-T2     |
| Andrés Velasco                               | Lamberto Montero                | T1-T2     |
| Ximena Rivas                                 | Guillermina Márquez             | T1        |
| Etienne Bobenrieth                           | Camilo Corcuera/Camilo Montero  | T1-T2     |
| Fernanda Ramírez                             | Augusta Montero                 | T1-T2     |
| Gabriel Cañas                                | Horacio Möller                  | T1-T2     |
| Alejandra Araya                              | María Isabel Quiroga            | T1-T2     |
| Nicolás Oyarzún                              | Gerardo Montero                 | T1-T2     |
| Constanza Araya                              | Antonieta Fuentes               | T1-T2     |
| José Antonio Raffo                           | Carlos "Carlitos" Möller        | T1-T2     |
| Soledad Cruz                                 | María Mercedes "Mechita" Möller | T1-T2     |
| Carmen Disa Gutiérrez                        | Lidia Ilic                      | T1-T2     |
| Mabel Farías                                 | Fresia Toro                     | T1-T2     |
| Félix Villar                                 | Renzo Moreno                    | T1-T2     |
| Romina Norambuena                            | Ingrid Ormeño                   | T1-T2     |
| Alonso Quintero                              | Martín Quiroga                  | T1-T2     |
| Catalina Benítez/Paula Reyes                 | Sofía Quiroga                   | T1-T2     |
| Andrés Commentz/Diego García/Vicente Álvarez | Domingo Quiroga                 | T1-T2     |
| Lorena Capetillo                             | Nora Valdeavellano              | T1-T2     |
| María José Bello                             | Bárbara Román                   | T1-T2     |
| Cristián Carvajal                            | Nicanor Pereira                 | T1-T2     |
| Daniela Lhorente                             | Laura "Tongolele" Montes        | T1-T2     |
| Rodrigo Soto                                 | Jeremías Casagrande             | T1-T2     |
| Roxana Naranjo                               | Rocío Paillán                   | T1-T2     |
| Elizabeth Torres                             | Zenaida Urra                    | T1-T2     |
| Margarita Llanos                             | Georgina Cifuentes              | T1-T2     |
| Héctor Noguera                               | Remigio Subercaseaux            | T1        |
| Consuelo Holzapfel                           | Clemencia Valdeavellano         | T1        |
| Katyna Huberman                              | Elvira Undurraga                | T1        |
| Paulina Hunt                                 | Cándida del Bosque              | T1-T2     |
| Roberto Farías                               | Ismael Quiroga                  | T1-T2     |
| Ignacia Baeza                                | Julieta Romero                  | T1-T2     |
| María José Prieto                            | Lucrecia Romero                 | T2        |
| Solange Lackington                           | Edith Gacitúa                   | T2        |
| Teresa Münchmeyer                            | Marianela Jara                  | T2        |

## Locaciones
Para la realización de la teleserie, se creó la localidad ficticia llamada «Villa Ruiseñor». Ambientada en la Región del Maule, en las cercanías de la ciudad de Chillán (Región de Ñuble) durante la década de 1950. La ubicación real estuvo en la comuna de Pirque, al sur de la ciudad de Santiago de Chile.
La creación del escenario tuvo una duración de tres meses, en donde trabajaron cerca de 80 personas. Construida en 4500 m², la villa contó con 25 fachadas, tres calles principales, una plaza central y una gran iglesia de 16 metros de altura.
Posteriormente, la mayor parte de la construcción fue botada, y en el mismo lugar se levantó otra localidad ficticia para la teleserie Yo soy Lorenzo.

## Equipo
- Dirección de Producción Mega: Andrea Dell'Orto
- Dirección de Área Dramática Mega: María Eugenia Rencoret
- Guion: Rodrigo Bastidas
- Producción Ejecutiva: Daniela Demicheli
- Dirección General: Nicolás Alemparte
- Producción General: Bruno Córdova
- Dirección de Unidad: Javier Cabieses
- Edición: Nelson Valdés
- Musicalización: Marcelo Sepúlveda
- Fotografía: Óscar Fuentes
- Arte: Memo Murúa
- Escenografía: Pedro Miranda
- Vestuario: Antonieta Moles
- Casting. Moira Miller

## Temporadas
|  | 1 | 232 | 6 de marzo de 2017  | 11 de abril de 2018  | 28,2 | 27,6 |
|  | 2 | 80  | 16 de abril de 2018 | 22 de agosto de 2018 | 27,0 | 27,6 |

## Banda sonora
La música incidental fue creada por el compositor turco Toygar Işıklı, quien compuso cerca de 20 temas, con una duración de entre 2 a 4 minutos cada uno.

## Premios y nominaciones
| 2017 | Copihue de Oro           |                         |                         |          |
| 2017 | Copihue de Oro           | Mejor serie o teleserie | Mejor serie o teleserie | Ganadora |
| 2017 | Copihue de Oro           | Mejor actriz            | Mariana di Girolamo     | Ganadora |
| 2017 | Copihue de Oro           | Mejor actriz            | Paola Volpato           | Nominada |
| 2017 | Copihue de Oro           | Mejor actor             | Mario Horton            | Nominado |
| 2017 | Copihue de Oro           | Mejor actor             | Álvaro Rudolphy         | Ganador  |
| 2017 | Premios Caleuche         |                         |                         |          |
| 2017 | Mejor actriz protagónica | Mariana di Girolamo     | Nominada                |          |
| 2017 | Mejor actriz protagónica | Paola Volpato           | Nominada                |          |
| 2017 | Mejor actor protagónico  | Mario Horton            | Nominado                |          |
| 2017 | Mejor actor protagónico  | Álvaro Rudolphy         | Ganador                 |          |
| 2017 | Mejor actriz de soporte  | Alejandra Araya         | Nominada                |          |
| 2017 | Mejor actriz de soporte  | Lorena Capetillo        | Ganadora                |          |
| 2017 | Mejor actor de soporte   | César Caillet           | Nominado                |          |
| 2017 | Mejor actor de soporte   | Gabriel Cañas           | Ganador                 |          |
| 2017 | Mejor actor de soporte   | Cristián Carvajal       | Nominado                |          |
| 2017 | Mejor actor de soporte   | Nicolás Oyarzún         | Nominado                |          |
| 2018 | Copihue de Oro           |                         |                         |          |
| 2018 | Copihue de Oro           | Mejor serie o teleserie | Mejor serie o teleserie | Nominada |
| 2018 | Copihue de Oro           | Mejor actriz            | Mariana di Girolamo     | Nominada |
| 2018 | Copihue de Oro           | Mejor actriz            | Paola Volpato           | Nominada |
| 2018 | Copihue de Oro           | Mejor actor             | Mario Horton            | Nominado |
| 2018 | Copihue de Oro           | Mejor actor             | Nicolás Oyarzún         | Nominado |
| 2018 | Copihue de Oro           | Mejor actor             | Álvaro Rudolphy         | Nominado |

## Emisión internacional
- Teledoce
- La Tele
- Telemundo PR
- SuperCinco
- Mega Plus, Mega Ficción
- Unitel
- Latina Televisión
- JRTV